# John Land
John James Land (* 17. Juli 1938; † 6. Januar 2021) war ein englischer Hockeyspieler.
Mit der Britischen Nationalmannschaft nahm er an den Olympischen Spielen 1964 in Tokio teil, wo das Team den neunten Platz belegte. Des Weiteren war Land für die Englische Nationalmannschaft aktiv.
Nach seiner Hockeykarriere entdeckte Land das Eishockey für sich und spielte unter anderem 2015 in der Ü75 Mannschaft gegen die Niederlande.
Land war verheiratet und hatte zwei Söhne, die beim Sheffield HC ebenfalls Hockey spielten, sowie eine Tochter.